# Erythroxylum leandrianum
Erythroxylum leandrianum là một loài thực vật có hoa trong họ Erythroxylaceae. Loài này được Payens mô tả khoa học đầu tiên năm 1958.